# District d'Amethi
Le district d'Amethi (en hindi : अमेठी जिला) est l'un des districts de la division de Faizabad dans l'État de l'Uttar Pradesh en Inde.

## Histoire
À sa formation en 2010, le district est nommé district de Chhatrapati Shahuji Maharaj, en mémoire de Schhatrpati Shahuji Maharaj, un réformateur social du Maharashtra. 
Le 23 juillet 2012, il est renommé District d'Amethi.
La capitale du district est la ville de Gauriganj.